# Sphinctus nigriventris
Sphinctus nigriventris är en stekelart som beskrevs av Lee och Cha 1997. Sphinctus nigriventris ingår i släktet Sphinctus och familjen brokparasitsteklar. Inga underarter finns listade i Catalogue of Life.